# Teus Sonhos
Teus Sonhos é o sexto álbum ao vivo do cantor de rock cristão Fernandinho, lançado pela Onimusic. A gravação do disco foi na Segunda Igreja Batista de Campos, no município de Campos dos Goytacazes no Rio de Janeiro em 2012. Em 2013, um show do cantor foi lançado em DVD, com as canções do disco. O DVD também se chamou Teus Sonhos.
O evento da gravação do CD marcou a inauguração do novo templo e foram registradas treze canções que fariam parte da obra, além da participação de Mano Keilo em duas músicas do álbum. O evento da gravação do CD reuniu, a cada dia de gravação, um público de cinco mil pessoas. A produtora Faz Chover, que cuida dos trabalhos do cantor reuniu um conjunto de bons músicos, alguns vindo do exterior para a gravação do disco.
O CD foi lançado em 31 de agosto de 2012 e em cerca de vinte dias vendeu mais de oitenta mil cópias no Brasil, recebendo um disco de platina.[carece de fontes?] O projeto gráfico foi produzido por Mark Debnam, que já idealizou encartes de vários artistas cristãos internacionais.

## Faixas
1. "Infinitamente Mais" - 4:17
2. "A Alegria do Senhor" - 4:00
3. "Tudo é Possível" - 4:20
4. "Jesus, Filho de Deus" - 5:11
5. "Uma Coisa Peço ao Senhor" - 5:32
6. "Teus Sonhos"
7. "Caia Fogo" - 8:37
8. "Vento Impetuoso" - 6:08
9. "O Hino" - 5:48
10. "Agindo Deus" - 3:52
11. "Mil Cairão" - 4:39
12. "Um Dia em Tua Casa" - 5:25

| Críticas profissionais | Críticas profissionais |
| Avaliações da crítica  | Avaliações da crítica  |
| Fonte                  | Avaliação              |
| ---------------------- | ---------------------- |
| Super Gospel           | (favorável)            |
| O Propagador           | [ 6 ]                  |